# أماندا تومسون
أماندا تومسون (بالإنجليزية: Amanda Thompson)‏ هي سيدة أعمال بريطانية، ولدت في 2 سبتمبر 1962 في لندن في المملكة المتحدة.

## وصلات خارجية
- الموقع الرسمي